# فيرجيل غرين
فيرجيل غرين (بالإنجليزية: Virgil Green)‏ هو لاعب كرة قدم أمريكية أمريكي، ولد في 3 أغسطس 1988 في تولاري في الولايات المتحدة.

## وصلات خارجية
- فيرجيل غرين على موقع مرجع كرة القدم المحترفة.كوم (الإنجليزية)
- فيرجيل غرين على موقع كلية كرة القدم في سبورتس رفرنس.كوم (الإنجليزية)